# Al·lucinació artificial
En intel·ligència artificial (IA), una al·lucinació o al·lucinació artificial és una resposta segura d'una IA que no sembla estar justificada per les seves dades d'entrenament. Per exemple, un chatbot al·lucinant sense coneixement dels ingressos de Tesla podria triar internament un nombre aleatori (com ara "13.600 milions de dòlars") que el chatbot consideri plausible i, a continuació, insisteixi falsament i repetidament que els ingressos de Tesla són de 13.600 milions de dòlars. sense cap signe de consciència interna que la figura era producte de la seva pròpia imaginació.
Aquests fenòmens s'anomenen "al·lucinacions", en analogia amb el fenomen de les al·lucinacions de la psicologia humana. Tingueu en compte que, mentre que una al·lucinació humana és una percepció per part d'un humà que no es pot associar sensiblement amb la part del món extern que l'ésser humà està observant actualment directament amb els òrgans dels sentits, una al·lucinació d'IA és, en canvi, una resposta segura d'una IA que no es pot fonamentar. en qualsevol de les seves dades de formació. L'al·lucinació de la intel·ligència artificial va guanyar protagonisme al voltant del 2022 juntament amb el llançament de certs models de llenguatge grans (LLM) com ara ChatGPT. Els usuaris es van queixar que aquests robots sovint semblaven incrustar "sociopàticament" i inútilment falsedats aleatòries que semblaven plausibles dins del seu contingut generat. Un altre exemple d'al·lucinació en intel·ligència artificial és quan la IA o el xatbot obliden que són un i diuen ser humans.
El 2023, els analistes consideraven que les al·lucinacions freqüents eren un problema important en la tecnologia LLM.
Es considera que hi ha moltes raons possibles perquè els models de llenguatge natural al·lucinen dades. Per exemple:
- Al·lucinació de les dades: hi ha divergències en el contingut d'origen (cosa que passa sovint amb dades d'entrenament grans),
- Al·lucinació de l'entrenament: l'al·lucinació encara es produeix quan hi ha poca divergència en el conjunt de dades. En aquest cas, deriva de la forma en què s'entrena el model. Moltes raons poden contribuir a aquest tipus d'al·lucinacions, com ara:
  - Una descodificació errònia del transformador.
  - Un biaix de les seqüències històriques que el model generava anteriorment.
  - Un biaix generat a partir de la manera com el model codifica el seu coneixement en els seus paràmetres.